# Chartres-de-Bretagne
Chartres-de-Bretagne település Franciaországban, Ille-et-Vilaine megyében. Lakosainak száma 8678 fő (2022. január 1.). Chartres-de-Bretagne Saint-Jacques-de-la-Lande, Pont-Péan, Bruz és Noyal-Châtillon-sur-Seiche községekkel határos.

## Népesség
A település népességének változása:
| Lakosok száma | 1579 | 4869 | 6467 | 6889 | 7304 | 7355 | 7800 | 8023 | 8190 | 8678 |
|               | 1968 | 1982 | 1999 | 2006 | 2011 | 2015 | 2017 | 2018 | 2020 | 2022 |